# Oravská Jasenica
Oravská Jasenica es un municipio del distrito de Námestovo en la región de Žilina, Eslovaquia, con una población estimada a final del año 2024 de 1992 habitantes.
Se encuentra ubicado al norte de la región, cerca del curso alto del río Váh (cuenca hidrográfica del Danubio), de los montes Tatras y de la frontera con Polonia.

## Demografía
| Año        | 1994 | 2004     | 2014     | 2024     |
| ---------- | ---- | -------- | -------- | -------- |
| Población  | 1412 | 1575     | 1789     | 1992     |
| Diferencia |      | +11,54 % | +13,58 % | +11,34 % |

| Año        | 2023 | 2024    |
| ---------- | ---- | ------- |
| Población  | 1973 | 1992    |
| Diferencia |      | +0,96 % |